# Margareta Maria Farnese
Margareta Maria Farnese, född 24 november 1664 i Parma, död 17 juni 1718 i Colorno, var en hertiginna av Modena; gift med hertig Francesco II av Este av Modena. 

## Biografi
Dotter till Ranuccio II av Parma och Isabella d'Este av Modena.
Hon gifte sig 14 juli 1692 i Parma med Modenas hertig Francesco II av Este. Förhandlingarna om ett äktenskap hade inletts redan 1690. 
Francescos hovmusiker Francesco Antonio Pistocchi komponerade l'oratorio Il Martirio di S. Adriano med anledning av bröllopet. 
Det rådde en stor press om att producera tronarvingar, då hennes makes enda arvtagare var hans bror, som var katolsk präst. Francesco var dock sjuklig och hade svårt att skaffa barn. Han avled bara två år efter bröllopet efter ett barnlöst äktenskap. Hans bror, som var katolsk präst, tvingades därför ansöka hos påven om att avsäga sig sitt prästämbete för att kunna efterträda honom. 
Margareta återvände som änka hem till sin familj i Parma. 